# 适应性体育活动
适应性体育活动（Adapted physical activity），其定义可以非常广泛，但主要是指为不同个体的特殊要求提供改良的体育活动。“适应性”指的是修改的，更正的，根据评价数据做出相应变化的。不同个体，主要指的是某些身体功能受损的人，残疾人，或者其他有特殊需求的人群，当然也可包括老年人。世界适应性体育活动协会于1973年在加拿大魁北克地区成立，同时也设有多个分部。
在法国，此专业毕业生主要服务于青少年残疾人教育机构，成年残疾人托养机构，功能康复中心（作为体育教练与物理治疗师作业治疗师等合作进行康复治疗），老年公寓等。此专业设在体育技术学院下，开设此专业的大学主要有里尔第二大学，普瓦捷大学，雷恩大学，里昂第一大学，土伦大学，巴黎第五大学，巴黎第十一大学等。但由于法国本科阶段只有三年，而且前两年采取统一上课，到第三年才分开体育管理，体育教育和适应性体育活动，所以本科学位的含金量并不高。
在中国，目前还没有相应的本科专业，而且，真正的适应性体育活动也没有开展起来，这主要还是与经济水平有关，残疾人的基本温饱还不能得到保证的情况下，体育活动就被忽略了。
适应性体育活动可以是普通的体育活动，但大多数是被改良的体育活动，比如轮椅篮球、盲人舞蹈、坐式排球等。
北京残奥会的比赛项目有20个大项，即射箭、田径、硬地滚球、自行车、马术、5人制足球、7人制足球、盲人门球、盲人柔道、举重、赛艇、帆船、射击、游泳、乒乓球、坐式排球、轮椅击剑、轮椅篮球、轮椅橄榄球和轮椅网球。